# Industrija Motornih Vozil
Industrija Motornih Vozil (Industrie van motorvoertuigen, afgekort IMV) was een autofabrikant in Novo mesto, voorheen Joegoslavië en sinds 1991 Slovenië.

## Geschiedenis

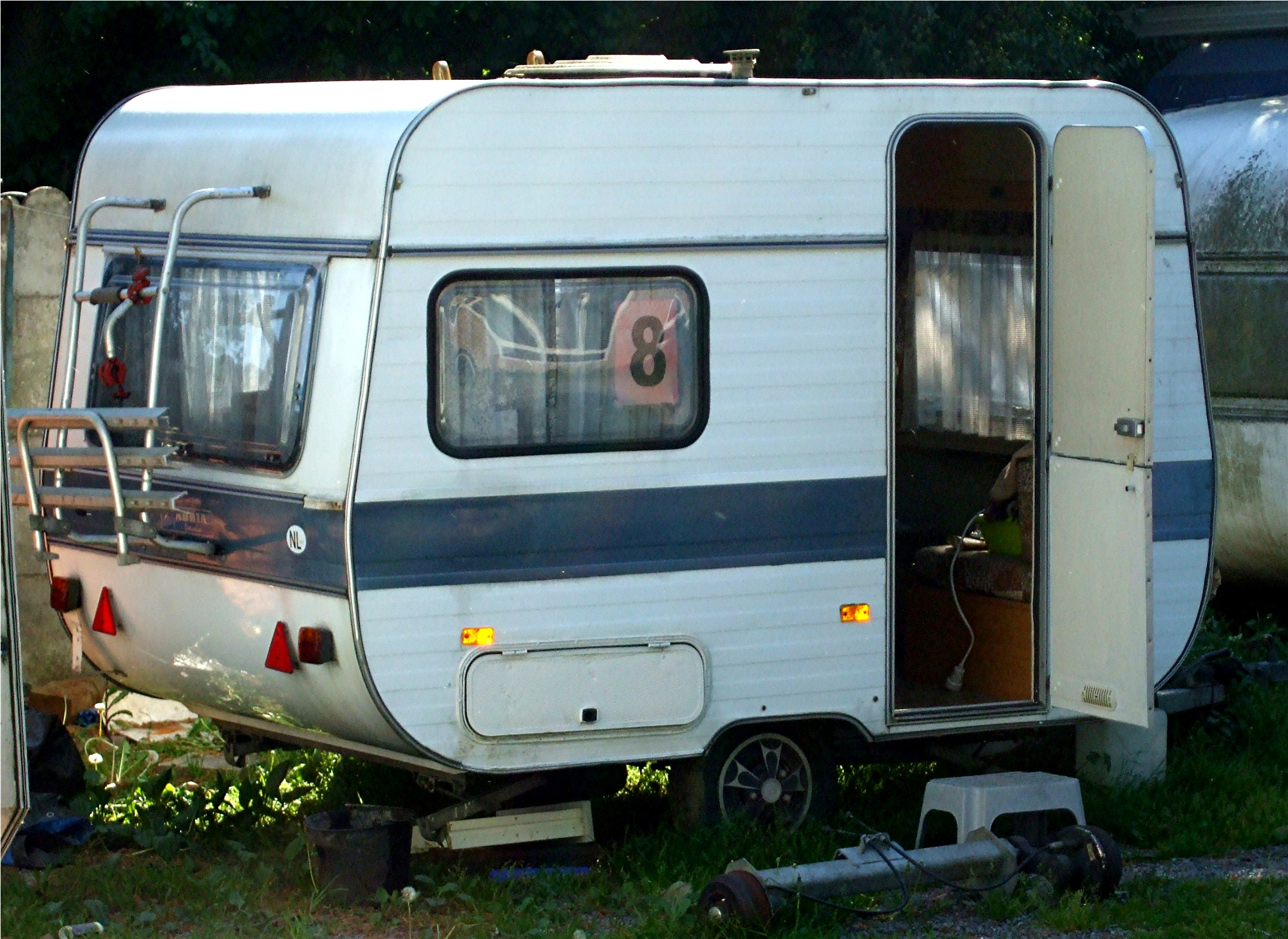
Adria-caravan

De onderneming Agroservis uit Ljubljana produceerde landbouwmachines. Onder de firmanaam Moto Montaža begon in 1954 de productie van auto's in licentie van buitenlandse fabrikanten. In 1959 werd de firma hernoemd tot Industrija Motornih Vozil. In 1969 kwam het tot een overeenkomst met British Motor Corporation. In september 1972 werd een overeenkomst met Renault afgesloten. Bovendien verschenen caravans en kampeerauto's van het merk Adria.
In juni 1988 richtte IMV samen met Renault in een joint venture Revoz op. Revoz zette de autoproductie voort, in 1990 werd de caravan- en kampeerautoproductie aan de nieuw opgerichte onderneming Adria-Mobil overgedragen. In 1991 werd IMV opgeheven.

## Auto's

### DKW
In samenwerking met Auto Union verschenen vanaf 1955 DKW-bestel- en personenwagens zoals DKW Schnellaster en de DKW F89. Vanaf 1960 werd de personenauto Auto Union 1000 aan het programma toegevoegd.
In de jaren 60 volgde de productie van zelf ontwikkelde kleine bussen en bestelwagens met eigen carrosserieën, voorwielaandrijving en een wielbasis van 2400 mm. Aanvankelijk aangedreven door een 1,0 liter tweetakt DKW-motor met 39 pk, werden later 1,6 liter viertaktmotoren van British Leyland en Renault leverbaar, evenals een 2,2 liter diesel van Mercedes-Benz. De bestelwagen werd in twee formaten aangeboden: een standaardmodel met twee assen en een langere variant met of zonder dubbele achteras. Het uiterlijk van de in 1967 voorgestelde bestelwagen wijzigde met uitzondering van een nieuwe grille in 1977 nauwelijks. Enkele IMV-bussen werden geëxporteerd naar Tsjecho-Slowakije.

### Austin

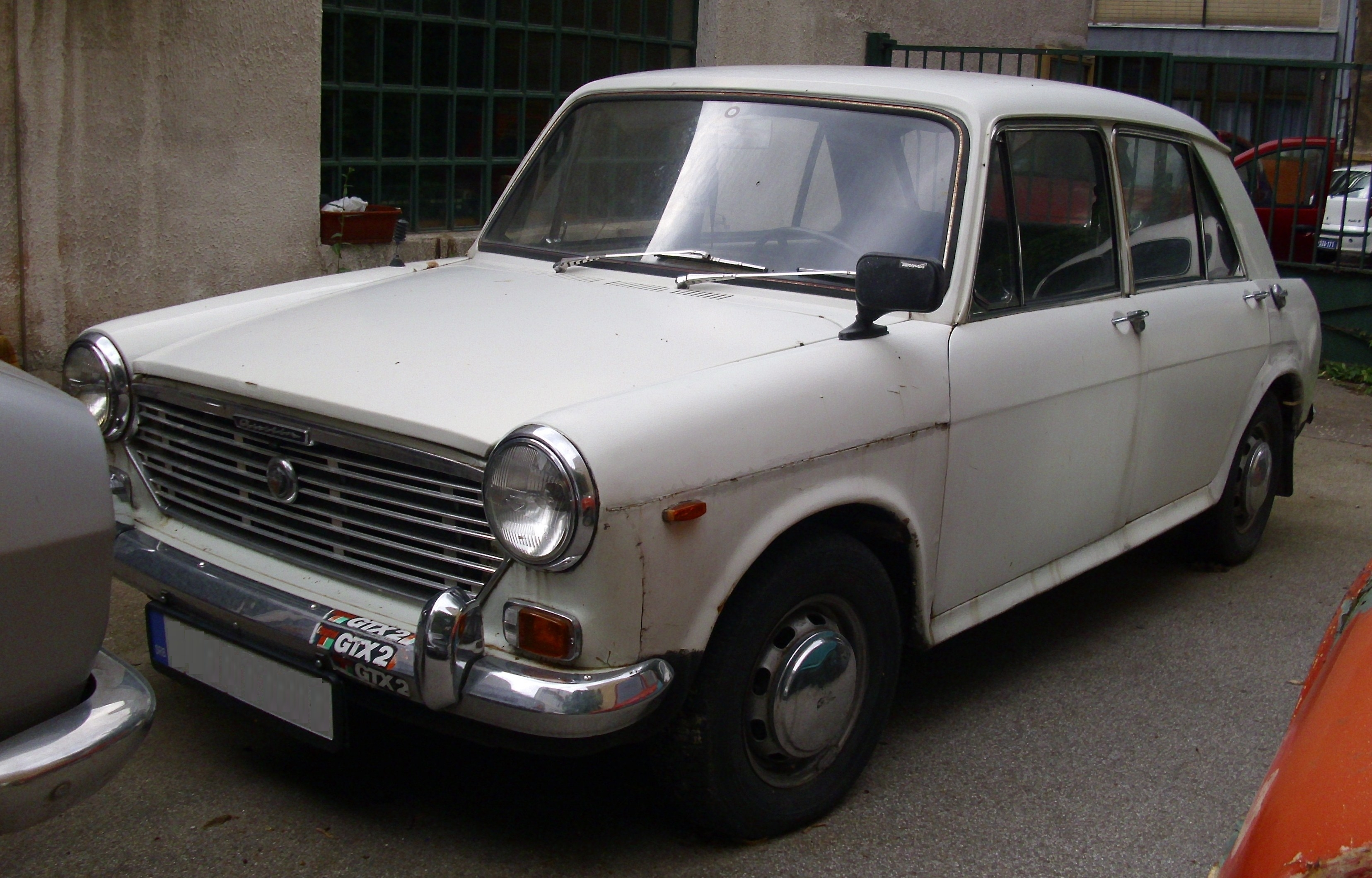
Een Austin 1300, vermoedelijk door IMV geproduceerd, in het depot van het automuseum in Belgrado.

De licentiebetrekkingen werden in 1967 naar Groot-Brittannië uitgebreid. Tussen 1969 en 1972 produceerde IMV in samenwerking met British Motor Corporation automodellen van Austin, de merknaam luidde Austin IMV. De eerste bij IMV geproduceerde Austin 1300 verscheen in 1969, een jaar later volgde de Mini en in 1971, een jaar na de introductie in Groot-Brittannië, de Maxi. In totaal werden in Slovenië 21.379 Austins geproduceerd tot 1972, toen Renault de Britse modellen afloste.

### Renault
In 1972 werd een overeenkomst met Renault getekend, met een looptijd tot 1990. De productie van Renault-modellen begon in 1973 met de Renault 4. Dit model werd door Revoz nog tot 1992 geproduceerd, in totaal 575.824 exemplaren. De grotere modellen Renault 12, Renault 16 en Renault 18 werden in veel kleinere aantallen geproduceerd.
Cimos · IMV · Litostroj · Pretis · TAS · Tomos · Yugo · Zastava